# Rumold z Mechelen
Rumold z Mechelen, również z nid. Rombaut, Rombout, Rumbold z Mechelen (Malines) (ur. w Irlandii lub Szkocji, zm. ok. 775) – anglosaski misjonarz, święty Kościoła katolickiego.
Według legendy miał być synem szkockiego króla Dawida i bratem św. Himelina.
Miał współpracować z późniejszymi świętymi: Bonifacym, Lamebrtem, Lebuinem i Wilibrordem.
Został zamordowany, co potwierdziły badania relikwii w 1775 roku. Nie wiadomo jednak, czy była to śmierć męczeńska za wiarę.
Jego wspomnienie liturgiczne obchodzone jest 24 czerwca za Martyrologium Rzymskim.
Czczony jako patron diecezji i miasta Mechelen 1 lipca.